# Puma
Der Puma (Puma concolor) ist nach dem Jaguar die zweitgrößte Art der Katzen (Felidae) in Amerika. Unter den Kleinkatzen wird sie als deren größte Art weltweit angesehen. Der Puma ist in weiten Teilen Nord-, Mittel- und Südamerikas verbreitet und dort unter zahlreichen weiteren Namen bekannt; für viele davon gibt es auch im Deutschen eine Entsprechung: Silberlöwe, Berglöwe oder Kuguar (englisch cougar, aus französisch couguar). In den Vereinigten Staaten wird er auch panther genannt, ein Name, der im Deutschen hauptsächlich für Schwarze Panther, das heißt Leoparden und Jaguare mit Melanismus, verwendet wird. Der Name Puma ist dem Quechua entlehnt.

## Merkmale

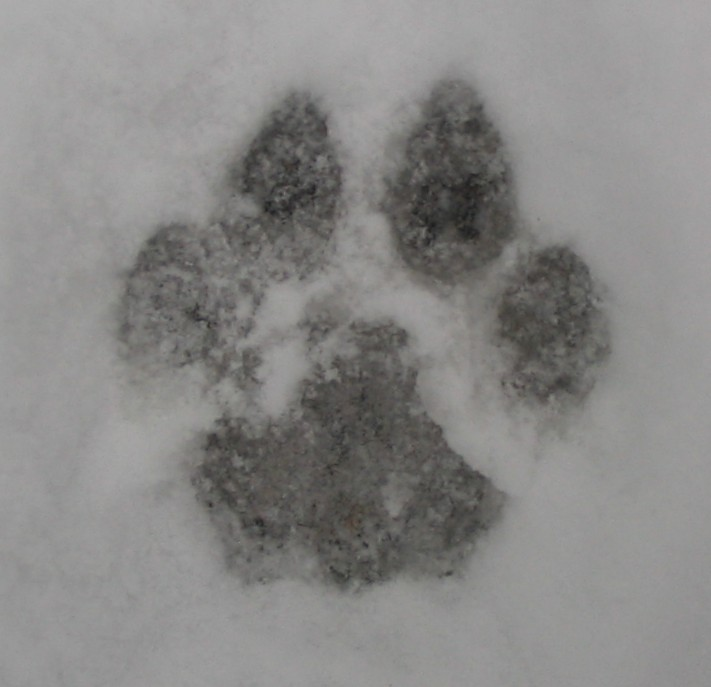
Trittsiegel einer Pumapfote

Der Puma wird taxonomisch den Kleinkatzen zugeordnet, ist aber dennoch nach Tiger, Löwe und Jaguar gewichtsmäßig die viertgrößte Katze der Welt. Seine Schulterhöhe beträgt rund 60 bis 90 cm, die Kopf-Rumpf-Länge beträgt bei Männchen 105 bis 195 cm, bei Weibchen hingegen nur 95 bis 151 cm. Hinzu kommt der Schwanz mit einer Länge zwischen 60 und 97 cm. Die Körpermaße variieren allerdings regional stark und folgen dabei der Bergmannschen Regel, nach der die durchschnittliche Körpergröße bei Vertretern einer weitverbreiteten Art zu den Polen hin ansteigt. So sind die in der Äquatorregion verbreiteten Pumas die kleinsten, während jene im extremen Norden und Süden des Verbreitungsgebietes am größten sind. Die Unterschiede in den Körpergrößen etwa bei Messungen der Schädellänge von Tieren aus unterschiedlichen Regionen können dabei bis zu 25 % ausmachen.
Das Gewicht der Männchen variiert ebenfalls, abhängig vom Lebensraum, meist zwischen 53 kg und 72 kg. In den nördlichen Teilen des Verbreitungsgebietes beträgt es bis zu 100 kg. Für ein extrem großes Männchen wurde darüber hinaus ein Rekordgewicht von über 125 kg berichtet. Weibchen wiegen in der Regel zwischen 34 kg und 48 kg.
Das Fell ist kurz, dicht und einfarbig, im Farbton allerdings variabel. Am häufigsten sind gelbbraune bis rötlichbraune und silbergraue Pumas; das Kinn und die Brust sowie die gesamte Unterseite sind stets weiß. Die Schwanzspitze ist dunkel. Neugeborene Pumas sind beigefarben und kräftig gefleckt; die Fleckenzeichnung verblasst noch während des ersten Lebensjahrs. Aus Südamerika sind auch Schwärzlinge dokumentiert. Pumas haben fünf Zehen an den Vorderpfoten und vier an den Hinterpfoten. Sie können ihre Krallen einziehen.
Pumas sind sehr beweglich und kräftig. Sie sind in der Lage, vom Boden aus bis zu 5,5 m hoch in einen Baum zu springen. Pumas geben ein großes Spektrum unterschiedlicher Laute von sich, die sich zwischen den Geschlechtern unterscheiden. So dienen zwitschernde Laute offenbar der Kommunikation zwischen Müttern und ihrem Nachwuchs, während Schreie offenbar zum Paarungsverhalten gehören. Anders als die Eigentlichen Großkatzen sind Pumas jedoch nicht in der Lage zu brüllen. Nordamerikanische Forscher wie Truman Everts beschreiben den Schrei des Pumas als menschenähnlich.
Pumas erreichen in der Wildnis ein Alter von 8 bis 13 Jahren. In Gefangenschaft werden sie über 20 Jahre alt; ein nordamerikanischer Puma namens Scratch ist fast 30 Jahre alt geworden.

## Verbreitung

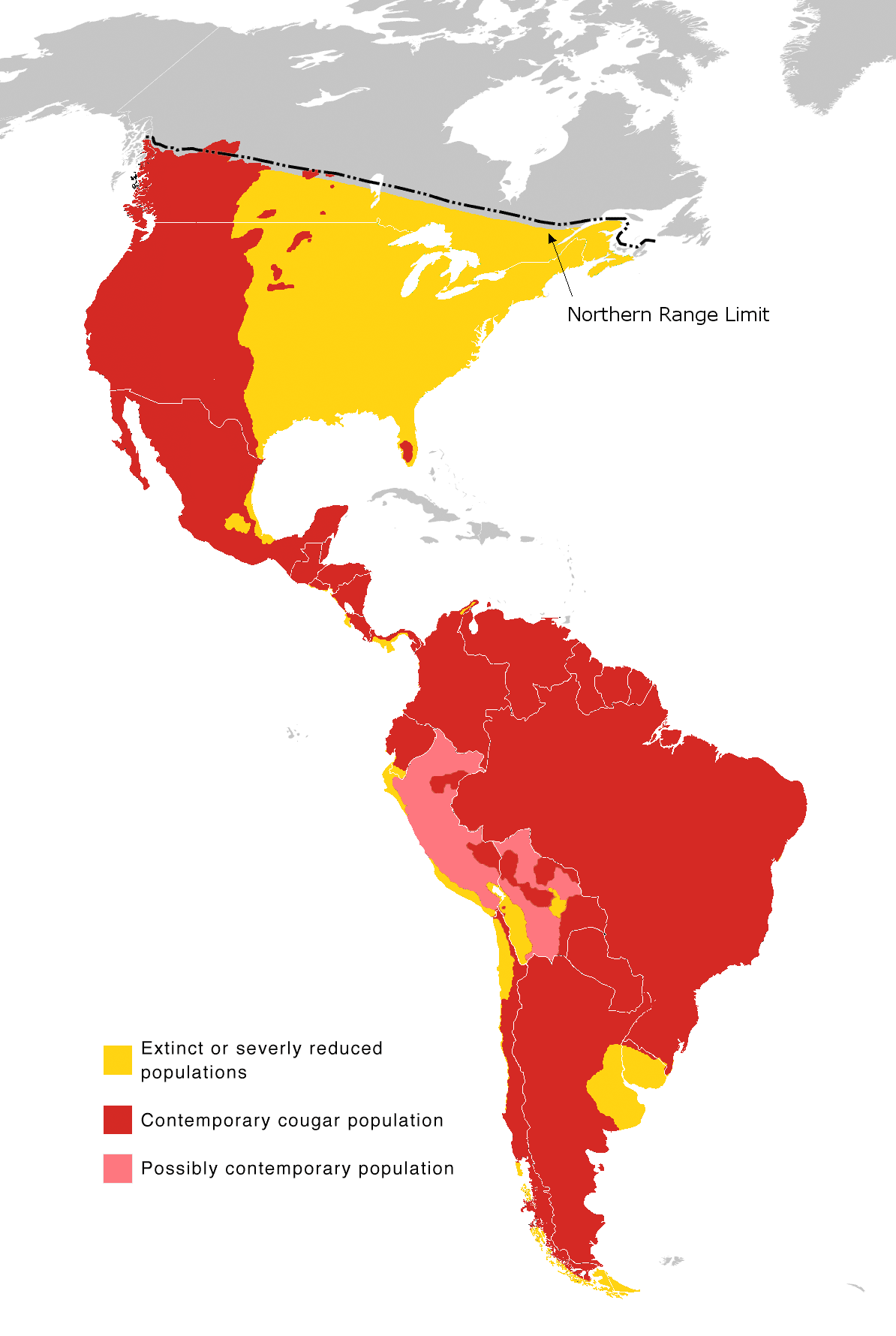
Verbreitungsgebiet des Pumas:
Heutige Verbreitung
Mögliche Verbreitung
Ausgestorben bzw. stark reduzierte Verbreitung
Im Süden reicht das heutige Verbreitungsgebiet nur bis zur Magellanstraße, nicht bis nach Feuerland.

Pumas waren früher über den größten Teil Nord- und Südamerikas verbreitet. Kein anderes Säugetier des amerikanischen Doppelkontinents hatte ein vergleichbar weit ausgedehntes Verbreitungsgebiet. Es reichte vom Süden Kanadas über Mittelamerika bis ins südliche Patagonien. Heute ist der Bestand stark ausgedünnt und auf von Menschen schwach besiedelte Gebiete reduziert. In den Vereinigten Staaten überlebten Pumas die Ausrottungswellen nur in den Rocky Mountains, der Cascade Range, den Coast Mountains, in den Wüsten und Halbwüsten des Südwestens und in den Sumpfgebieten der Everglades in Florida. Durch Schutzmaßnahmen hat sich das Verbreitungsgebiet wieder erweitert, inzwischen gibt es beispielsweise auch im Gebiet der Großen Seen wieder Pumas. In manchen Regionen des US-amerikanischen Westens scheuen Pumas auch die Nähe von Städten nicht mehr. In der kanadischen Provinz Québec tauchte der Puma nachweislich 2007 wieder auf, obwohl er dort seit 1938 als ausgerottet galt.
Pumas sind in nahezu allen Habitaten zu finden: Die Prärie, boreale, gemäßigte und tropische Wälder, Halbwüsten und Hochgebirge gehören allesamt zu den Lebensräumen dieser Katze.

## Lebensweise
Der Puma ist ein Einzelgänger und meidet außer zur Paarungszeit seine Artgenossen. Die Größe des Streifgebietes hängt vom Nahrungsangebot und vom Zugang zu Geschlechtspartnern ab und reicht von 50 km² bis zu 1000 km². Die Reviere territorialer Männchen sind größer als die der Weibchen und überlappen sich in der Regel jeweils mit denen mehrerer Weibchen. Indem sie sich aus dem Weg gehen, sind Pumas untereinander friedlich. Eine intensive Markierung der Reviere durch Kot- oder Harnmarken und zusätzlich durch Kratzspuren an den Bäumen durch die Männchen ist dabei hilfreich.
Der Puma ist zwar in der Lage, auf kurzen Strecken schnell zu laufen, nutzt diese Fähigkeit jedoch nur selten. Dabei erreicht er Geschwindigkeiten von 55 km/h bis 72 km/h. Verfehlt er ein Beutetier, jagt er nicht hinterher. Wird er, zum Beispiel von Wölfen, verfolgt, flüchtet er eher auf einen Baum, als dass er größere Strecken läuft.
Pumas sind wichtige Schlüsselarten in den Ökosystemen der westlichen Hemisphäre, die zahlreiche unterschiedliche Arten auf vielen trophischen Ebenen miteinander verbinden. In einer umfassenden Literaturstudie von mehr als 160 Studien zur Ökologie des Pumas wurden ökologische Interaktionen mit 485 anderen Arten in den vom Puma bewohnten Ökosystemen nachgewiesen, die unterschiedliche Interaktionsbereiche betreffen. Dies reicht von der Nutzung von anderen Arten als Nahrungsquelle und Beute über Angstwirkungen auf potenzielle Beutetiere, Effekte durch zurückgelassene Kadaverreste bis zu Konkurrenzeffekten auf andere Raubtierarten im gemeinsam genutzten Lebensraum. Das häufigste Forschungsthema in der genutzten Literatur war dabei die Ernährung des Pumas und die Regulierung seiner Beutetiere.

### Ernährung

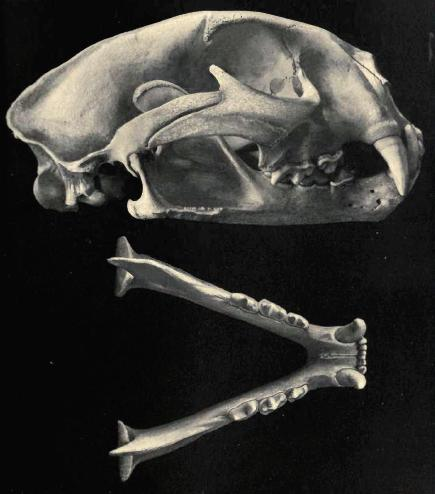
Schädel eines Pumas

Pumas sind Generalisten und erbeuten Säugetiere nahezu aller Größen. Das durchschnittliche Gewicht der Beutetiere des Pumas beträgt 39 bis 48 Kilogramm, wobei größere, ausgewachsene Männchen auch größere Tiere erbeuten als Weibchen und jüngere Männchen.
In Nordamerika zählen Elche, Hirsche und Rentiere zu den Beutetieren des Pumas, aber auch Nabelschweine, Mäuse, Ratten, Hasen und Kaninchen, Erdhörnchen, Skunks, Waschbären, Biber und Opossums sowie Schafe und junge Rinder. Mit 65 bis 70 % Nahrungsanteil sind jedoch Hirsche, regional vor allem der Weißwedelhirsch und der Maultierhirsch, seine häufigste Beute. Auch andere Raubtiere wie Kojoten und Rotluchse kann der Puma überwältigen. Neben Säugetieren frisst der Puma auch Vögel und in manchen Gegenden Fische. Er ist jedoch kein Aasfresser und meidet meist auch Reptilien. In Florida, wo die Anzahl der Hirsche vergleichsweise gering ist, stellen diese nur etwa 30 % der Beute, und die Pumas weichen auf kleinere Beutetiere wie Wildschweine, Gürteltiere, Waschbären und auch Alligatoren aus.
Ebenso wie in Nordamerika stellen auch in Südamerika Hirsche wie Weißwedelhirsche, Spießhirsche, Gabelhirsche und Sumpfhirsche den Großteil der Pumabeute. Daneben erlegen Pumas hier allerlei mittelgroße Säuger, wie Guanakos, Vikunjas, Viscachas, Capybaras, Agutis und Gürteltiere. Insgesamt schlagen Pumas in den tropischen Teilen des Verbreitungsgebietes meist kleinere Beutetiere als in den nördlichen und südlichen Teilen. Dies ist vermutlich damit zu erklären, dass in den Tropen meist der größere Jaguar neben dem Puma vorkommt und letzterer dann auf kleinere Beute ausweicht. Um ein größeres Beutetier zu erlegen, schleicht sich der Puma zunächst heran. Aus kurzer Distanz springt er dem Tier auf den Rücken und bricht ihm mit einem kräftigen Biss in den Hals das Genick.
Obwohl der Puma für die Jagd und das Erlegen der Beute hohe Energiemengen aufwendet, wird von ihm die Beute nicht in allen Fällen gesichert und eingelagert, um über einen längeren Zeitraum als Nahrungsquelle zu dienen. Dieses „caching“ kommt beim Puma vor allem bei mittelgroßen Beutetieren vor, während er größere Beutetiere aufgrund des Gewichts in der Regel liegen lässt und kleinere Beutetiere im Normalfall bereits nach der Tötung vollständig nutzt. Pumas, die über einen Zeitraum von 2,5 Jahren in Kalifornien beobachtet wurden, sicherten über diesen Zeitraum etwa 61,5 % ihrer Beute und ernährten sich von diesen dann auch über mehrere Tage. Über 70 % davon stellten jugendliche und ausgewachsene Maultierhirsche dar; größere Beutetiere wurden in der Regel nicht gesichert, da dies mit einem größeren Aufwand verbunden war.

### Fortpflanzung

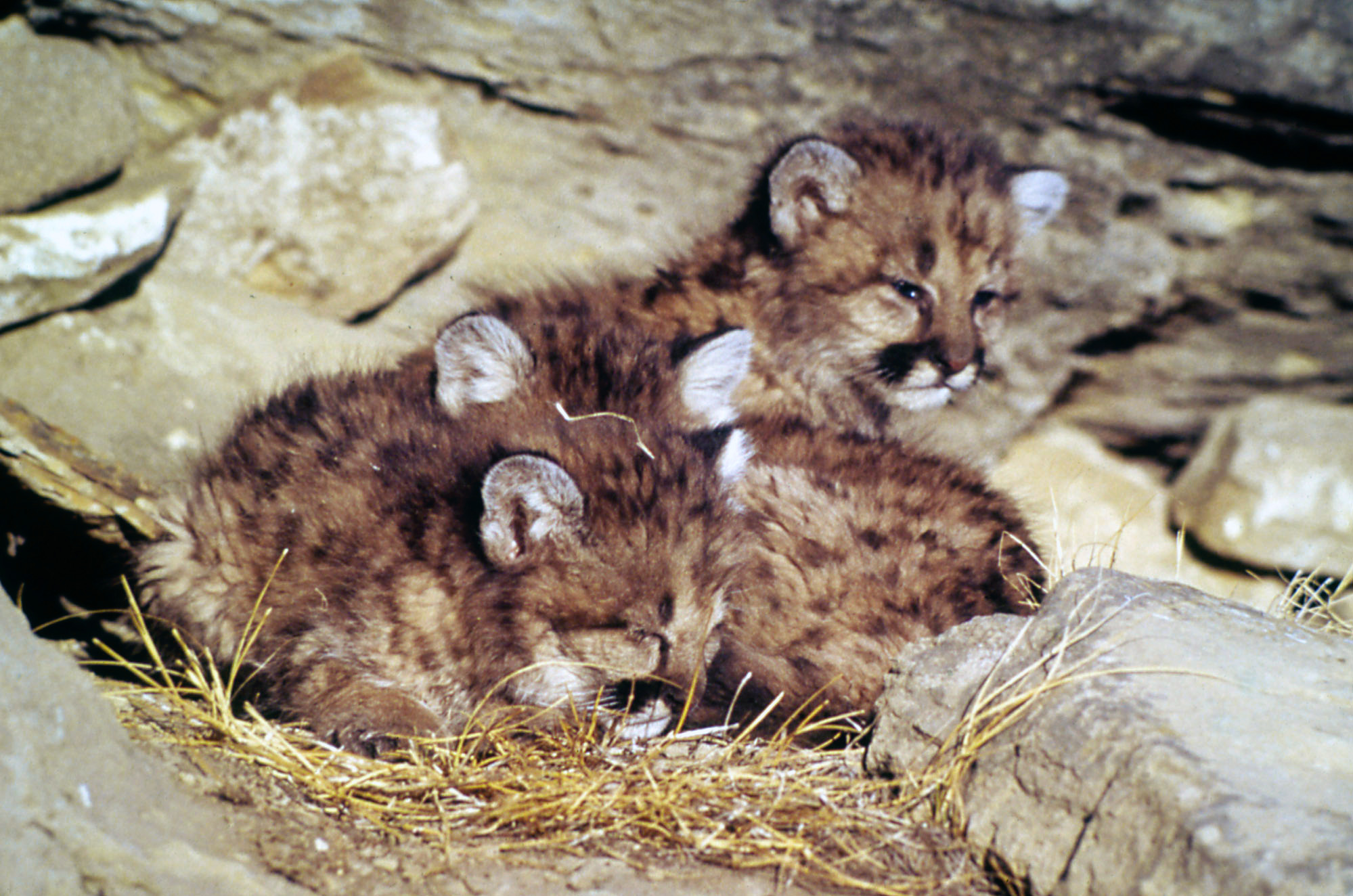
Drei Jungtiere

Als Einzelgänger kommen Pumas nur zur Paarungszeit, die meist, aber nicht ausschließlich, zwischen November und Juni liegt, für maximal sechs Tage zusammen, ehe das Männchen das Weibchen einige Wochen vor der Geburt der Jungen wieder verlässt. Die Tragzeit beträgt etwa drei Monate. Ein Wurf hat zwischen einem und sechs, in der Regel aber zwei bis drei Junge. Das Geburtsgewicht liegt zwischen 230 und 450 Gramm, die Größe der Neugeborenen 20 bis 30 Zentimeter. Die Jungen nehmen nach etwa sechs bis sieben Wochen feste Nahrung auf und trennen sich etwa nach 20 Monaten von der Mutter.

## Systematik
Der nächste Verwandte des Pumas ist der Jaguarundi, der eine Zeit lang in derselben Gattung (Puma) geführt wurde. Eine relativ enge Verwandtschaft besteht auch zum Gepard, der früher in einer separaten Unterfamilie innerhalb der Katzen geführt wurde und nach aktuellen Arbeiten als Schwesterart der Pumas betrachtet wird. Neuere Genuntersuchungen legen nahe, dass der Puma mit dem ausgestorbenen nordamerikanischen Gepard Miracinonyx relativ nah verwandt ist.
Außerdem wurden Ende der 1890er Jahre Pumaparde gezüchtet, die einen Hybrid aus Puma und Leopard darstellen. Diese Hybride waren kleinwüchsig und hatten eine stark verkürzte Lebenserwartung.
Im Laufe der Zeit wurden bis zu 32 Unterarten des Pumas beschrieben. Nach molekulargenetischen Untersuchungen durch M. Culver und Kollegen gibt es allerdings nur sechs Unterarten, die mit den genetischen Befunden vereinbar sind. Alle Pumas Nordamerikas unterscheiden sich genetisch kaum voneinander und stellen eine weitgehend homogene Population dar. Die Populationen Mittel- und Südamerikas zeigen eine größere Variabilität. Diese Befunde werden darauf zurückgeführt, dass die Vorfahren der Nordamerikanischen Pumas erst vor rund 10.000 Jahren am Ende der letzten Eiszeit aus Südamerika einwanderten. Da um dieselbe Zeit in Amerika etliche Großtierarten ausstarben, wird vermutet, dass den Puma in Nordamerika dasselbe Schicksal ereilte, er sich allerdings in Südamerika halten konnte und von dort aus wieder etwas nach Norden vorstieß. Mit dieser Studie geht auch eine Neubewertung der ausgestorbenen und bedrohten Unterarten einher. Die folgenden Unterarten wurden durch Culver und Kollegen anerkannt und sind im zoologischen Nachschlagewerk Mammal Species of the World gelistet:
- Nordamerikanischer Puma (Puma concolor cougar), inklusive des im März 2011 für ausgestorben erklärten Östlichen Nordamerikanischen Pumas[22] und des Florida-Panthers: Nordamerika, nördliches Mittelamerika
- Mittelamerikanischer Puma (Puma concolor costaricensis): Mittelamerika von Panama bis etwa Honduras
- Nördlicher Südamerikanischer Puma (Puma concolor concolor): Nordwesthälfte Südamerikas, nordwestlich der Mündung des Rio Tocantins, im Südwesten bis etwa zur Grenze Chiles und Argentiniens
- Östlicher Südamerikanischer Puma (Puma concolor capricornensis): Osthälfte Südamerikas von der Mündung des Rio Tocantins im Norden bis zur Mündung des Río de la Plata
- Mittel-Südamerikanischer Puma (Puma concolor cabrerae): Südöstliches Südamerika zwischen dem Rio de la Plata und etwa dem Rio Negro in Argentinien, landeinwärts bis ins Gran-Chaco-Gebiet
- Südlicher Südamerikanischer Puma (Puma concolor puma): Chile und Patagonien

Zwei im östlichen Nordamerika beheimatete Unterarten galten bzw. gelten als ausgestorben.
Anthony Caragiulo und Mitarbeiter fanden in ihrer im Jahr 2014 veröffentlichten Analyse der mitochondrialen DNA verschiedener Pumas deutliche Anzeichen für eine nördliche und eine südliche Klade innerhalb der Art. In einer im Januar 2017 veröffentlichten Revision der Katzensystematik durch die Cat Specialist Group der IUCN werden deshalb nur noch zwei Unterarten des Pumas anerkannt.
- Puma concolor cougar, Nord- und Mittelamerika
- Puma concolor concolor, Südamerika

Als besonders bedroht gilt der Florida-Panther (P. c. coryi), der in den Everglades die Ausrottungswellen überlebt hat. Obwohl er nach den neuesten Untersuchungen nicht als eigene Unterart gilt, werden große Anstrengungen unternommen, diese Population zu erhalten. Sie galt kurzzeitig sogar als ausgestorben, wurde jedoch 1972 wiederentdeckt. Untersuchungen ergaben damals, dass nur noch weniger als 30 Tiere dieser eher kleinen, rötlich gefärbten Pumas lebten. Sie wiesen zudem Erscheinungen auf, die auf Inzuchtprobleme schließen lassen (Cow-lips, Knickschwanz). Daher wurden 1995 mehrere weibliche Pumas aus Texas eingeführt, um die Population der Florida-Panther zu stützen. Sie gebaren mindestens 25 Nachkommen von männlichen Florida-Panthern. Auch genetische Untersuchungen bestätigten später den Erfolg der Aussetzungen. Die aus Texas eingeführten weiblichen Pumas wurden danach wieder aus der Population entfernt.

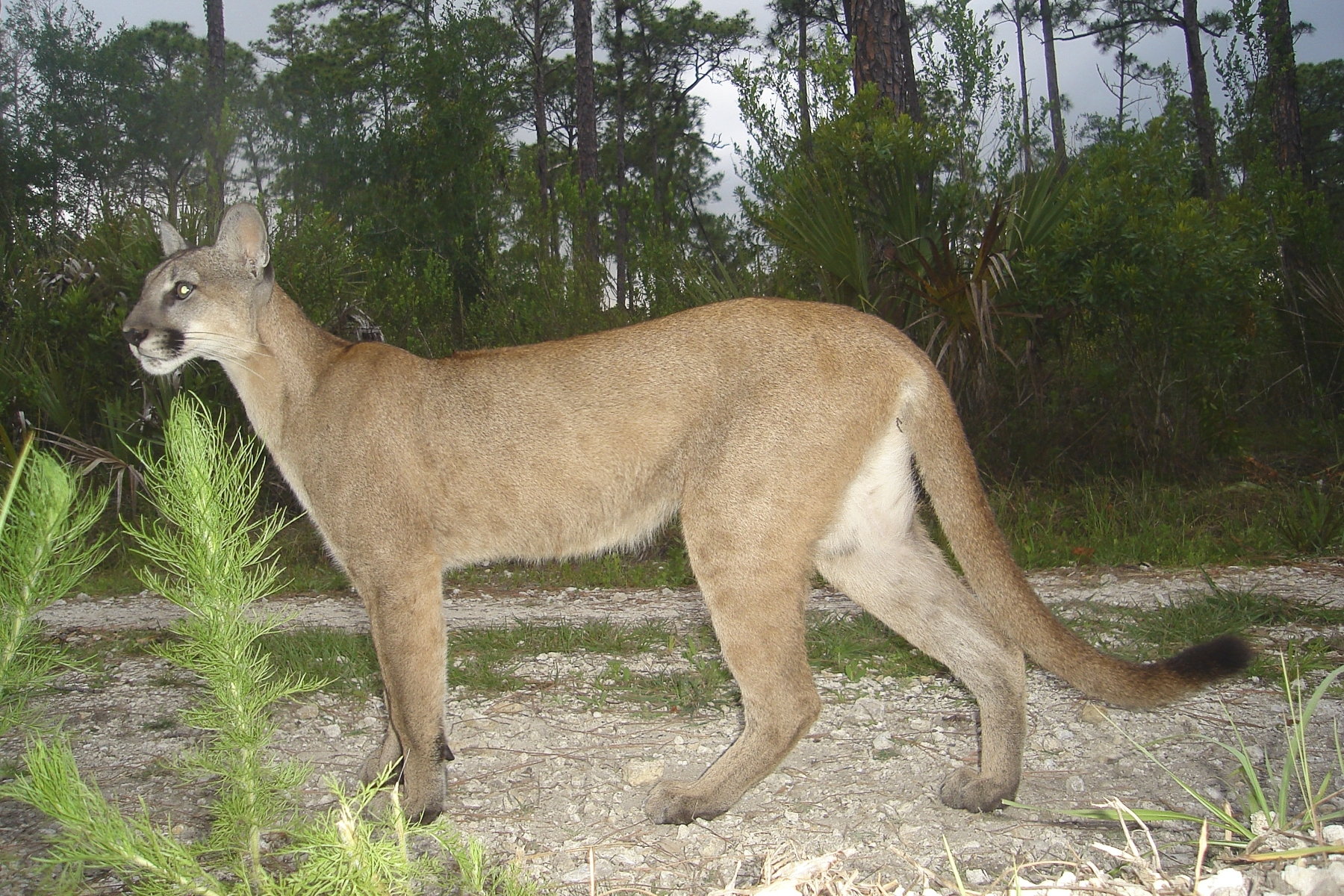
Florida-Panther im Florida Panther National Wildlife Refuge in Florida

Dank genetischer Untersuchungen wurde festgestellt, dass bereits vor den offiziellen Puma-Aussetzungen 1995 ein Teil der Florida-Panther mit südamerikanischen Pumas hybridisierte. Wie diese Pumas nach Florida kamen, konnte nicht geklärt werden. Es dürfte sich entweder um entlaufene oder illegal ausgesetzte Tiere gehandelt haben, da eine natürliche Zuwanderung kaum möglich ist.
2013 lebten etwa 160 Pumas in Florida. 1995 waren es nur noch zwischen 30 und 50. Dies gilt als Erfolg des Umsiedlungsprogramms. Viele der Tiere tragen zu Forschungszwecken ein Senderhalsband.

## Gefährdung und Bedeutung für den Menschen

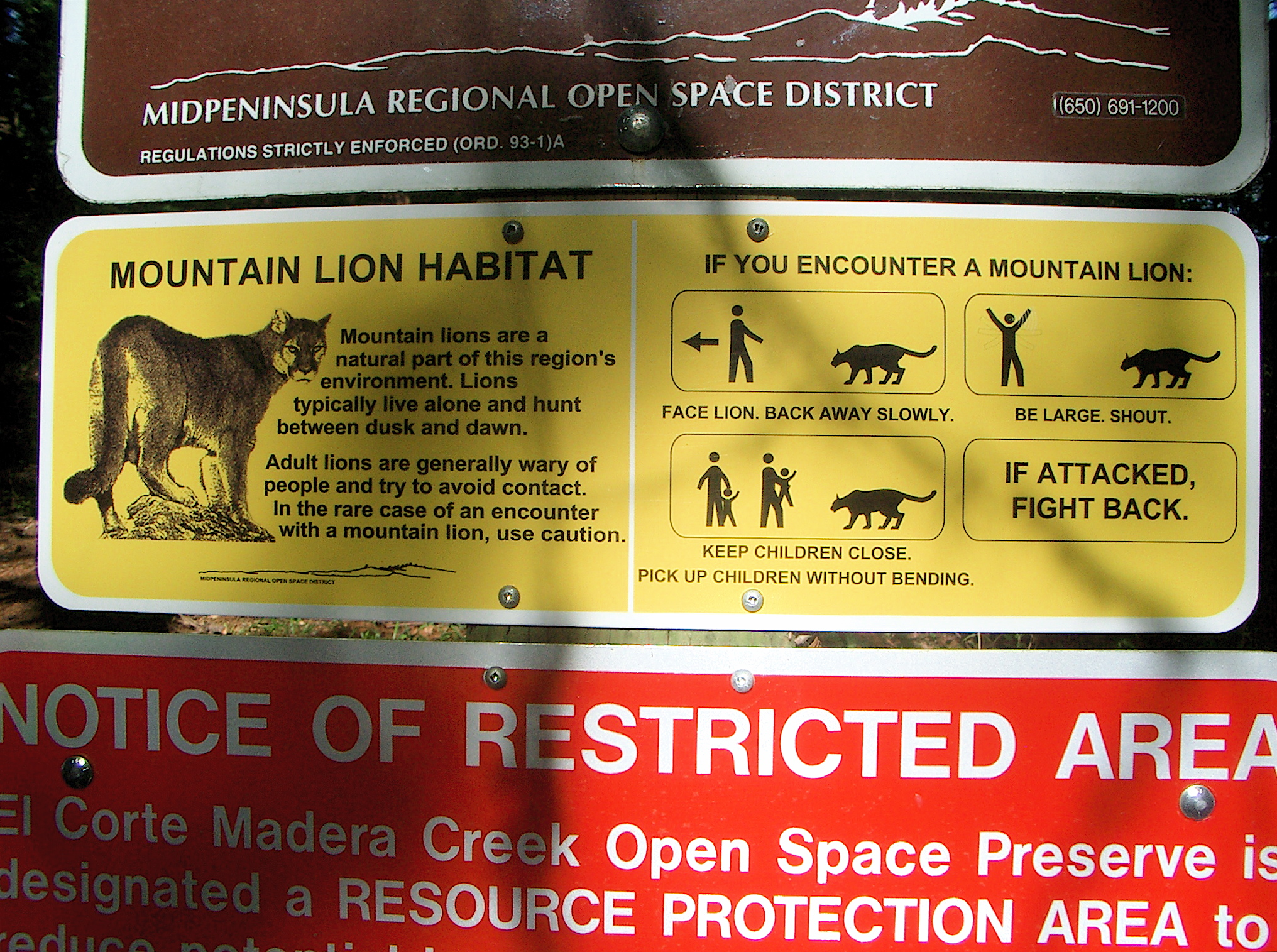
Hinweistafel für Verhalten bei Wildtierkontakt beziehungsweise drohendem Angriff

Pumas haben außer dem Menschen kaum Feinde zu fürchten. Lediglich Wölfe, Bären und Jaguare können gelegentlich junge oder kranke Pumas erbeuten. Obwohl sie unter Artenschutz stehen, werden Pumas von manchen Bauern gejagt, die um ihre Viehbestände fürchten. Der Gesamtbestand wird auf weniger als 50.000 erwachsene Tiere geschätzt. Die Art als Ganzes gilt laut der Roten Liste gefährdeter Arten der Weltnaturschutzunion (IUCN) als nicht gefährdet (Least Concern).
Der Puma ist eine scheue Katze, die menschliche Nähe für gewöhnlich meidet und vor Menschen meistens flieht; dennoch kommt es gelegentlich zu Angriffen und Konflikten, z. B. wenn ein Puma Haustiere angreift. In den Vereinigten Staaten soll es jährlich etwa vier solcher Vorfälle geben, die aber nur selten tödlich verlaufen. Opfer von Attacken gegen Menschen sind meistens Kinder; nur in Ausnahmefällen greift ein Puma Erwachsene an.
Im Februar 2019 wurde ein Jogger im Horsetooth Mountain Open Space Park in Colorado (USA) von einem 16 kg schweren Tier angegriffen; der Jogger überlebte mit einigen Verletzungen, ihm gelang es, das Tier mit bloßen Händen zu erwürgen. In den vergangenen 30 Jahren wurden in Colorado drei Menschen durch Puma-Angriffe getötet.
Bei den indigenen Völkern Amerikas stand der Puma in hohem Ansehen. Sie schrieben ihm Eigenschaften wie Führungskraft, Stärke, Findigkeit, Treue, Engagement und Mut zu.
Das Irokesisch sprechende nordamerikanische Volk der Erie wurde mit dem Puma in Verbindung gebracht, weil sich der Name Erie von Erielhonan herleitet, was auf Deutsch ‚Langer Schwanz‘ bedeutet. Damit wurden eigentlich Waschbärfelle und die Indianerstämme, die mit ihnen handelten, bezeichnet. Die Franzosen bezogen das Wort aber fälschlich auf den Puma und nannten die Erie deswegen das Volk der Katze (Nation du Chat).
Die Kolonisten in Nordamerika bekämpften den Puma. Sie wollten nicht nur ihr Vieh vor ihm schützen, sondern jagten ihn auch, weil er eine beliebte Trophäe darstellte.

## Sonstiges
- Ein Berglöwe war auch tierischer Hauptdarsteller des Disney-Films Die Flucht des Pumas (Run, Cougar, Run, 1972).
- Auch in der Romanreihe Woodwalkers von Katja Brandis ist Carag, ein Puma, der Protagonist.
- Der Puma hat sich in verschiedenen Disziplinen Rekorde eingeholt: So trägt er im Guinness-Buch der Rekorde den Titel des Tieres mit den meisten Namen (40),[31] ist mit über fünf Metern das Säugetier mit den höchsten Sprüngen[32] und hat das größte Verbreitungsgebiet in der gesamten westlichen Hemisphäre.[14]
- Das Computer-Betriebssystem Mac OS X 10.1 von Apple trug den Codenamen Puma. Einige Jahre später wurde OS X 10.8 auf den Namen Mountain Lion (‚Berglöwe‘) getauft.
- Der Spitzname der argentinischen Rugby-Union-Nationalmannschaft lautet los Pumas.

## Filmdokumentationen
- Der Löwe von Amerika. Deutsche TV-Dokumentation von Ronald Tobias, WDR 2003, 45 Minuten